# Wolfpack (jeu vidéo, 2019)
 (février 2025).
Si vous disposez d'ouvrages ou d'articles de référence ou si vous connaissez des sites web de qualité traitant du thème abordé ici, merci de compléter l'article en donnant les références utiles à sa vérifiabilité et en les liant à la section « Notes et références ».
Wolfpack est un jeu vidéo de simulation développé par Usurpator AB et édité par Subsim (en) paru le 15 mars 2019 sur Steam en accès anticipé. Le jeu vidéo est développé par Usurpator AB, anciennement connu sous le nom de Skvader Studios. Usurpator AB est composé des développeurs suédois Oscar Wiberg et Einar Lundgren.
Au printemps 2016, Oscar et Einar ont lancé une campagne Kickstarter pour un jeu de sous-marin en coopération appelé HMS Marulken. Ce n’était qu’une simple démo technique, mais cela a néanmoins réussi à attirer l’attention de Neal Stevens, fondateur de Subsim, l’un des plus grandes éditeurs axés sur les jeux navals et sous-marins.
Neal a décidé de s'impliquer dans le projet et a passé l'été 2016 en Suède. Pendant son séjour, l'équipe a visité le dernier sous-marin de type VII restant, situé à Laboe, en Allemagne. Après une visite guidée et des centaines de photos de référence prises, le développement du jeu Wolfpack a commencé. Neal a quitté la Suède pour le Texas à l'automne et le développement progresse régulièrement depuis.

## Brève description du jeu
Wolfpack est un jeu coopératif de sous-marins, dans lequel un ou plusieurs équipages de joueurs gèrent un sous-marins allemands de type VII combattant pendant la Seconde Guerre mondiale.
Wolfpack est conçu pour obliger les joueurs à piloter le sous-marin comme une véritable machine. Chaque joueur contrôle un membre d'équipage avec des tâches et des responsabilités différentes. Par exemple, pour plonger, la trappe supérieure doit être fermée par le capitaine, le moteur diesel doit être éteint par le timonier, les évents de ballast doivent être ouverts par l'équipage et les plans de plongée doivent être tournés par l'officier de plongée.
Il existe des systèmes similaires pour viser les torpilles avec le Torpedo Data Computer, pour utiliser les hydrophones et la machine Enigma, et pour gérer la navigation et cartographier les navires ennemis. Le jeu donne aux joueurs beaucoup de choses à faire et les place dans des situations de pression où des décisions rapides et intelligentes doivent être prises pour survivre.

## Description détaillé du jeu
Les équipages rencontre de grands convois aléatoires de navires marchands escortés de destroyers, de sloops et de corvettes. Leur objectif est d'intercepter et de couler les navires ennemis et de s'échapper sans se faire repérer.

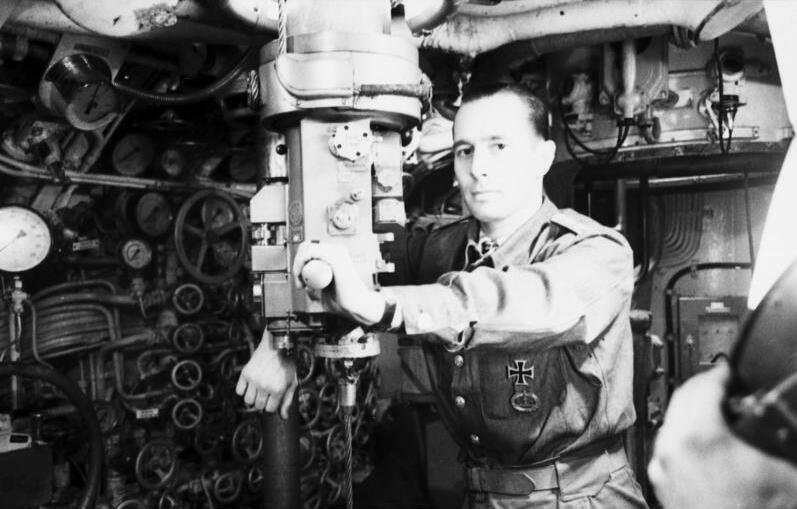
Photographie représentant Herbert Kuppisch le 9 juin 1941 a bord de son submersible utilisant le périscope d'observation, photographie prise par Lothar-Günther.

Chaque joueur occupe un poste à bord du sous-marin et l'équipage devra coopérer pour réussir sa mission. Wolfpack est conçu pour que les joueurs gèrent le sous-marin de manière procédurale grâce à une interaction directe et manuelle avec des vannes, des leviers et des instruments.
Chaque sous-marin peut accueillir jusqu'à cinq joueurs : le capitaine, le barreur, l'officier de plongée, l'officier radio et le navigateur.
L'officier radio pilote l'hydrophone, la radio, le radiogoniomètre et la machine Enigma. Le timonier contrôle le cap et la vitesse du sous-marin et pilote l'ordinateur de données des torpilles. L'officier de plongée contrôle la profondeur à l'aide des plans de plongée, des ballasts et des réservoirs négatifs et sert de guetteur et de mitrailleur pour le canon de pont et le canon antiaérien. Le navigateur calcule la position du sous-marin et détermine la meilleure route pour intercepter les convois ennemis. Le capitaine est le commandant du sous-marin et donne des ordres au reste de l'équipage. Un sixième rôle, celui de chef, sera bientôt ajouté, et il gérera les moteurs diesel et électriques.
Toutes les instruments du sous-marin sont modélisés à partir d'images et de sources originales. Le jeu contient un ordinateur de données de torpilles entièrement opérationnel, des outils de navigation manuels et un manuel de reconnaissance des navires.

## Multijoueur et solo
Il propose un jeu solo et un mode coopératif multijoueur dés sa sorti, un aspect qui plait énormément a la communauté Wolfpack et qui lui permet donc de se rejoindre sur des évènements de jeu organisé sur le discord de Wolfpack. Cependant a sa sorti le 15 Mars 2019 le jeu en solo est estimé par la communauté de moins plaisant et même pour certain "injouable" selon leur dit car très difficile a gérer seul toutes les procédures et postes a occuper simultanément.
Le problème principale rencontré par les joueurs était alors la stabilisation du submersible a une certaine profondeur alors qu'il effectué une autre tache a bord du sous marin, lorsque celui est placé au périscope d'attaque et se charge de paramétrer et de tirer les torpilles celui-ci peut être amené a remonter a la surface seul et donc se faire repairé, notamment par les navires de guerre qui, après avoir trouvé le sous marin, essayera de le coulé. Tout ceci rebuté les joueurs solo a s'offrir le jeu et était le principale défaut du jeu.

### Mise a jour "0.19"
La mise a jour 0.19 est une mise a jour majeure pour le jeu[réf. nécessaire] et résous la difficulté de jouer en solo. La mise a jour 0.19 ajoute au jeu des robots (bot) qui prennent le contrôle de plusieurs postes qui sont: 
- Timonier
- Officier de plongée
- Navigateur
- l'officier radio

Ceci opère aux ordres donnés par le commandant (le joueur) qui peut alors effectuer sa tache tout en donnant des ordres précis à son équipage à distance.

## Description du sous marin utilisé
Le U-Boot de type VII était le cheval de bataille de la Kriegsmarine lors de la Seconde Guerre mondiale. Construit à plus de 700 exemplaires, ce qui est un record historique de production en série de sous-marins, il fut le type le plus utilisé de la guerre.

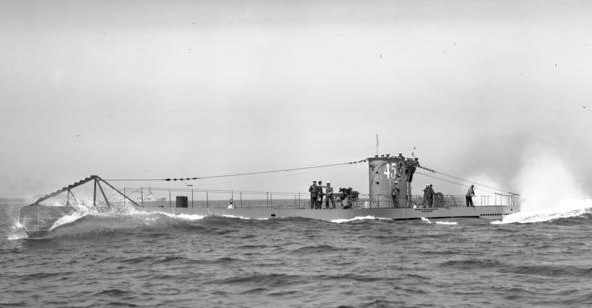
Photographie représentant le sous-marin allemand U-45 le 6 avril 1938 d'un auteur inconnu.

Ce type de sous-marins océaniques était un intermédiaire entre les types côtiers et les types de très long rayon d'action. Mieux adapté aux dimensions plus réduites de l'Atlantique Nord, le type VII ne tarda pas à remplacer complètement les types III et IV. Le type VII, introduit par la classe A, a connu plusieurs évolutions destinées à l'améliorer.

### Adaptation pour le jeu
Le U-Boot de type VII dans "Wolfpack" est fidèlement reproduit pour refléter ses caractéristiques historiques et ses capacités opérationnelles. Conçu comme un sous-marin océanique, il est idéal pour les patrouilles de longue durée et les missions de chasse aux convois alliés dans l'Atlantique. [réf. nécessaire].

### Caractéristiques techniques
Le U-Boot de type VII dans le jeu est équipé de diverses technologies de l'époque[Lesquelles ?], y compris des systèmes de communication limités, des torpilles à courte portée et une propulsion diesel-électrique. Sa coque robuste et sa capacité à plonger en profondeur en font un choix stratégique pour les opérations sous-marines dans des conditions variées.

### Héritage dans le jeu
Le U-Boot de type VII dans Wolfpack représente non seulement une reconstitution historique précise[réf. nécessaire], mais aussi un élément central du gameplay stratégique du jeu[Quoi ?]. Sa conception et ses capacités servent de fondation pour l'expérience immersive de guerre sous-marine offerte aux joueurs, les plongeant au cœur des combats navals de la Seconde Guerre mondiale.

## La communauté
La communauté de "Wolfpack" joue un rôle essentiel dans l'évolution du jeu, en interagissant activement avec les développeurs et en contribuant à son amélioration continue. Les développeurs accordent une grande importance aux retours des joueurs et sont ouverts à la critique constructive pour enrichir l'expérience de jeu.

### Interaction avec les développeurs
Les développeurs ont mis en place un serveur Discord dédié où les joueurs peuvent partager leurs impressions, positifs et négatifs, et discuter des aspects du jeu qu'ils souhaitent voir améliorés. Ce dialogue direct permet aux développeurs d'identifier les problèmes éventuels et de prendre en compte les suggestions de la communauté pour les futures mises à jour.

### Événements communautaires
Pour renforcer cet engagement, des événements en ligne sont régulièrement organisés[réf. nécessaire]. Ces événements permettent à la communauté de jouer ensemble et de participer activement à la phase de test des nouvelles fonctionnalités. Les informations recueillies lors de ces sessions influencent directement les décisions de développement et contribuent à façonner l'avenir du jeu.

### Réception et comparaisons
Wolfpack a été bien accueilli par les critiques[réf. nécessaire], salué pour sa fidélité historique, sa profondeur tactique et son immersion réaliste. Souvent comparé à d'autres simulateurs de sous-marins tels que Silent Hunter, le jeu se distingue par son approche détaillée du combat sous-marin et son engagement envers une représentation authentique des opérations navales de la Seconde Guerre mondiale.